# Hain

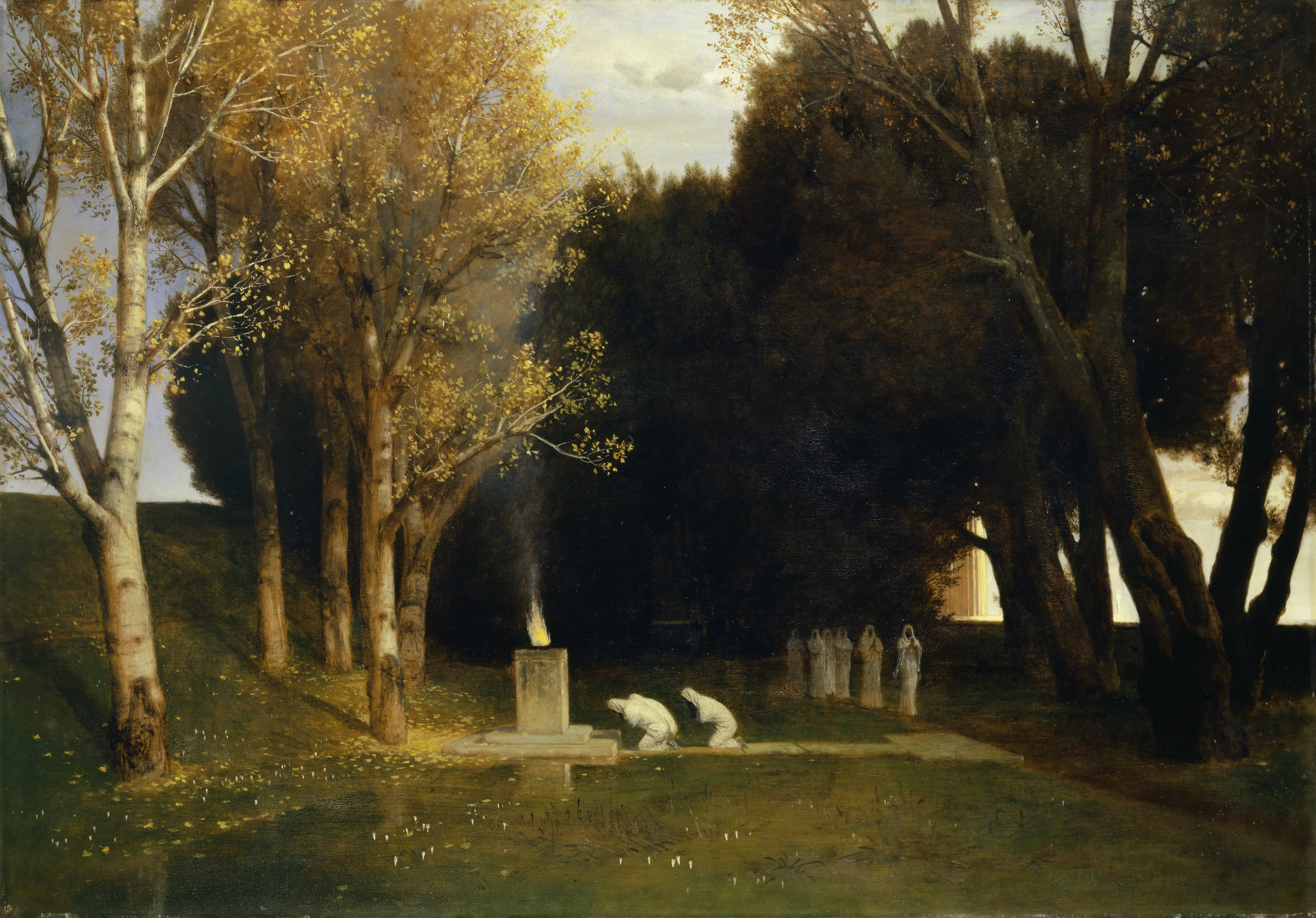
Heiliger Hain (Ölgemälde von Arnold Böcklin, 1882)

Ein Hain, auch Gehölz und Wäldchen genannt, ist ein kleiner Wald.

## Wortherkunft und Bedeutung

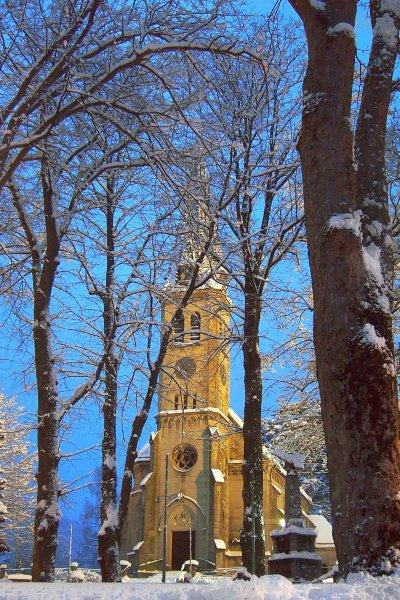
Lindenhain (angelegt 1893) vor der Pfarrkirche Weissenbach an der Triesting, Niederösterreich

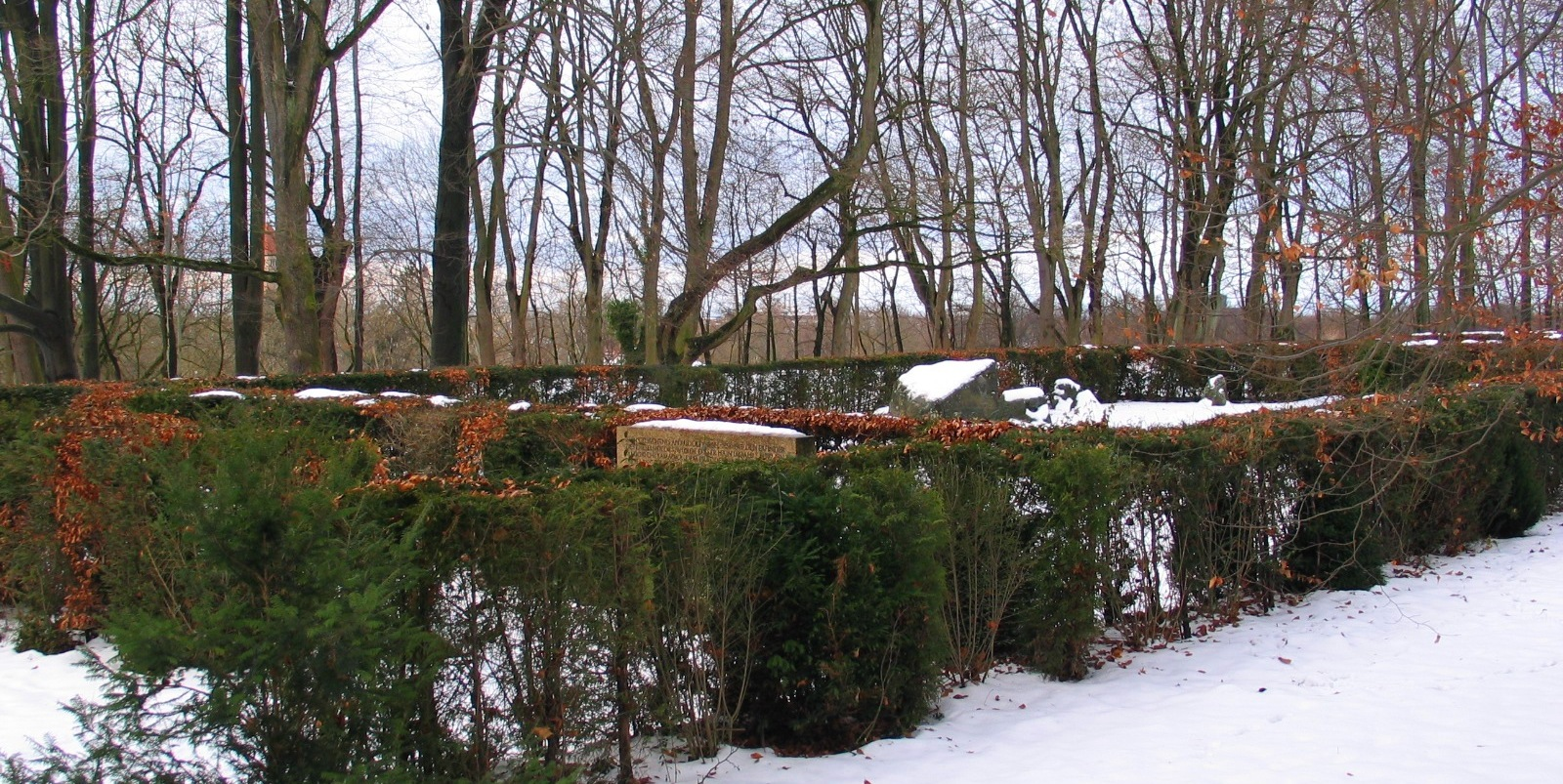
Der Rudolf-Diesel-Gedächtnishain (seit 1957) im Augsburger Wittelsbacher Park

Das Wort Hain entstand im 14. Jahrhundert aus mittelhochdeutsch hagen für „gehegter Wald“, als eine Variante von Hag (vgl. Hainbuche, Hagebuche) und gilt in dieser Bedeutung heute als veraltet. Es wird heute primär im Sinne „Wäldchen, Baumgruppe“ verwendet, also für einen kleinen Wald oder ein Gehölz.
Für die Bedeutungsentwicklung und -ausdehnung des Begriffs Hain auf einen „gehegten und gefriedeten Wald, in dem eine Gottheit verehrt wird“ („heiliger Hain“) und auf landwirtschaftliche Flächen („Rebenhain“) waren insbesondere Martin Luther (1483–1546) und später Friedrich Gottlieb Klopstock (1724–1803) verantwortlich. Außerdem findet sich Hain in der Bedeutung von „Lustwald“ und „Park“, sowie als Wortbestandteil in Fügungen wie Friedenshain und Totenhain, mit denen Waldfriedhöfe gemeint sind.
Luther verwendete Hain in seiner Bibelübersetzung ins Deutsche. Christoph Martin Wieland und Klopstock nahmen das Wort wieder auf. In Klopstocks Vorstellungswelt war der Hain Sitz und Symbol der germanischen Dichtkunst. Unter seinem Einfluss begründete Johann Heinrich Voß mit seinen Dichterfreunden in Göttingen 1772 unter dem Namen Hain einen Dichterbund, der 1804 in Hainbund umbenannt wurde. Der „Hain“ wurde dann zu einem allgemeinen literarischen Topos. Goethes Iphigenie auf Tauris von 1786 beginnt mit den Zeilen: Heraus in eure Schatten, rege Wipfel / Des alten, heil’gen, dichtbelaubten Haines.

## Orts- und Flurnamen
Hain findet sich – ebenso wie Hag – als Namensbestandteil in vielen deutschsprachigen Ortsnamen, beispielsweise Hainburg, Haindorf, Hainfeld, Hainrode und Hannover-Hainholz, oder Belgershain, Berlin-Friedrichshain, Dreieichenhain, Hirzenhain und Ziegenhain, oder als Hainleite und Hainich, zwei Höhenzüge in Nordwest-Thüringen.

## „Haine“ im Altertum
Zahlreiche antike Belegstellen geheiligter Waldstücke wurden mit dem Wort „Hain“ ins Deutsche übersetzt und reicherten ihrerseits den Begriff mit sakralen und poetischen Konnotationen an.

### Altes Israel
Abraham ließ sich im Heiligen Land nieder (1. Mose, 13, 18, in Luthers Urfassung von 1545): „Also erhub Abram seine Hütten | kam und wonet im Hayn Mamre | der zu Hebron ist | Vnd bawet daselbs dem HERRN einen Altar.“

### Griechen und Römer

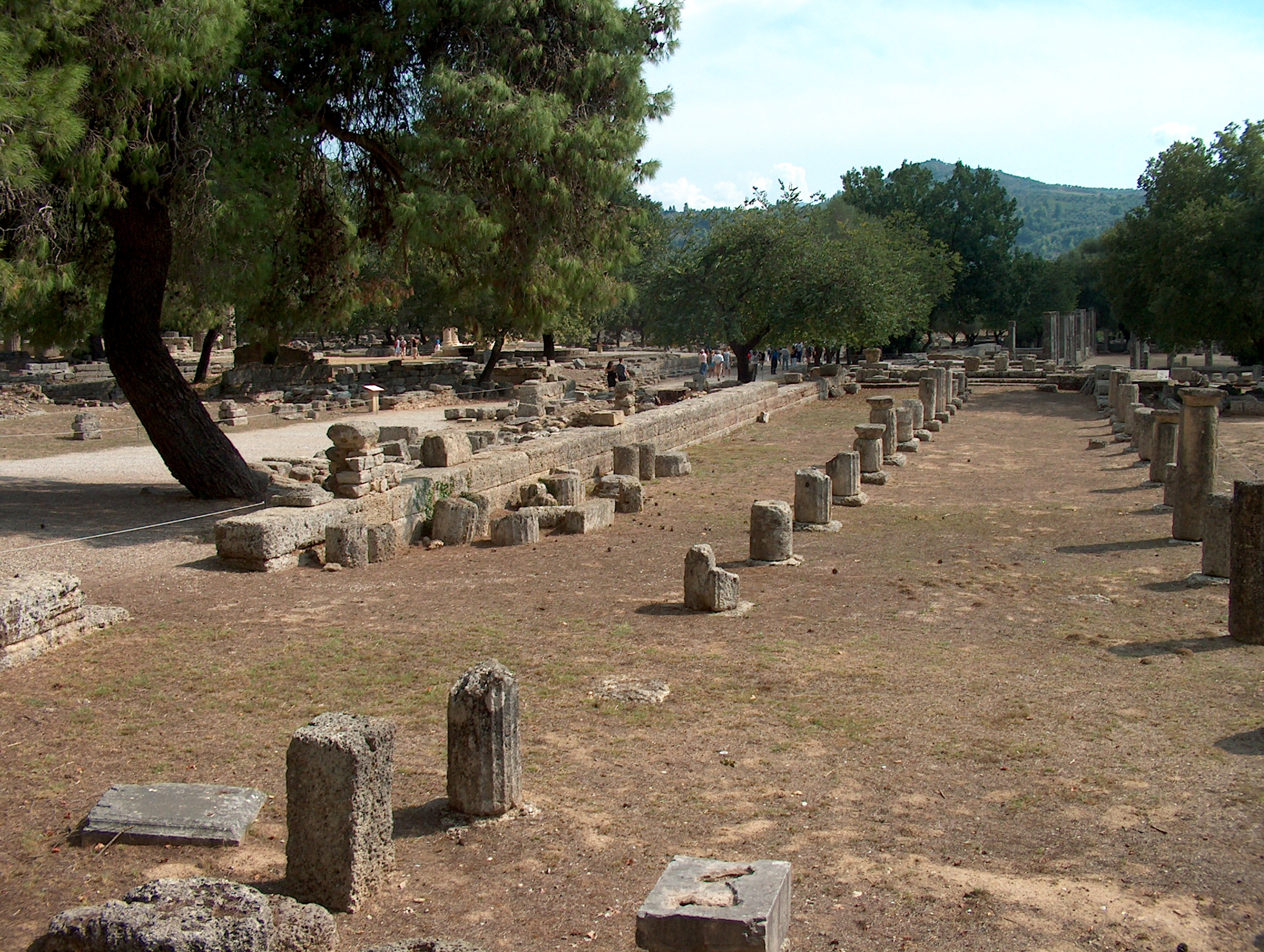
Der heilige Hain von Olympia (Teilansicht)

Bei den Griechen wählte man ein Waldstück aus und weihte es einer Gottheit, der man darin bald auch Altäre, Tempel und Statuen errichtete. Stehende Begriffe im Deutschen wurden seit dem Neuhumanismus der Eichenhain von Dodona, der heilige Hain (die Altis) zu Olympia, der Eumenidenhain am Kolonos nahe Athen und der Hain der Artemis bei Ephesos.
Auch für den lucus (oder nemus) der Römer setzte sich das Wort „Hain“ im Deutschen durch, so für den Hain der Egeria bei Aricia, den der Furien bei Rom und den Musenhain in Latium.

### Germanen
In ähnlicher Weise begegnet man bei den Germanen der Verehrung geheiligter Waldungen und Bäume (vgl. Baumkult, Irminsul; unter den Bäumen galt vornehmlich die Esche als heilig, vgl. Yggdrasil, sodann die Linde, auch Ulme, Eiche oder Tanne). Das Bestehen der Sitte für die vorchristliche Zeit erwähnt schon Tacitus, und weiter wird sie oft bestätigt, so ordnete Arminius seine Scharen in einem Hain, und in einem solchen versammelte auch Civilis seine Bataver zu Schmaus und Beratung. Wer als Verfolgter in einen heiligen Hain fliehen konnte (oder den Schatten eines heiligen Baums erreichte), war unverletzlich. Mit dem Aufblühen der Altgermanistik wurde auch hier die Bezeichnung „Hain“ für die entsprechenden Begriffe der meist lateinischen Schriftquellen gewählt.